# Gold Derby
Gold Derby es un sitio web estadounidense de predicción de premios y noticias de entretenimiento, fundado en 2000 por Tom O'Neil.  El sitio web comenzó a otorgar sus propios premios, los Gold Derby Awards, para cine y televisión en 2003, y para la música en 2021. En 2015, Penske Media Corporation (PMC) adquirió el sitio web.

## Historia
El sitio fue fundado en 2000 por Tom O'Neil, periodista y experto en premios de periódicos para Los Angeles Times, The New York Times, Variety, TV Guide, para predecir y analizar con precisión las nominaciones y premios de las principales ceremonias de premios internacionales en cine, teatro, televisión y música. En 2015, O'Neil vendió el sitio a Penske Media Corporation pero continuó como editor en jefe y presidente de Gold Derby Media LLC, junto con Paul Sheehan como editor ejecutivo y editor gerente.
Gold Derby predice los ganadores y las nominaciones de las principales ceremonias de premiación, incluidos los Premios de la Academia, los Premios Primetime Emmy, los Premios Globo de Oro, los Premios Grammy, los Premios del Sindicato de Actores de Pantalla, los Premios de Cine de la Academia Británica, los Premios Critics' Choice y festivales como el Festival de Cine de Venecia, el Festival de Cine de Cannes y los Premios César.

## Proceso de predicciones
Gold Derby reúne las predicciones de premios de los principales expertos de Variety, Deadline, USA Today, IMDb, Associated Press, Entertainment Weekly, Huffington Post, Rolling Stone, Vanity Fair, IndieWire, Billboard, The Hollywood Reporter y otras revistas y sitios web importantes. Desde 2011, el sitio ha estado involucrando a los usuarios para que hagan sus propias predicciones a fin de lograr una mayor precisión en las predicciones. Cada grupo de predicciones está asociado a una puntuación diferente, asociada en función de la precisión de las predicciones realizadas en años anteriores.

## Gold Derby Film Awards
Los Gold Derby Film Awards se establecieron por primera vez en 2002, para reconocer las mejores películas y películas animadas del año. De 2002 a 2010, el proceso de votos, se llevó a cabo mediante una votación secreta a través de los foros de mensajes Gold Derby. Desde 2011 los nominados son elegidos por los usuarios registrados de Gold Derby, editores y expertos en la plataforma, estableciéndose una votación inicial en las veintidós categorías para los premios. Posteriormente, los ganadores decidirán por votación, eligiendo un ganador de cada categoría de premios.
Al final de cada década, se celebran los Gold Derby Decade Film Awards en reconocimiento a los mejores proyectos cinematográficos de la década.

### Categorías
| - Mejor película - mejor director - Mejor actor - Mejor actriz - Mejor actor de reparto - Mejor actriz de reparto - Mejor intérprete revelación - Mejor reparto - Mejor guion adaptado - Mejor guion original - Mejor montaje cinematográfico | - Mejor fotografía - Mejor diseño de vestuario - Mejor maquillaje y peluquería - Mejor banda sonora - Mejor canción original - Mejor diseño de producción - Mejor sonido - Mejores efectos visuales - Mejor largometraje animado - Mejor largometraje Documental - Mejor largometraje Internacional |

### Ceremonias
| Year | Mejor película                    | Mejor director                                                     | Mejor Actor                                 | Mejor Actriz                                                  | Mejor canción                                                                         | Ref.   |
| ---- | --------------------------------- | ------------------------------------------------------------------ | ------------------------------------------- | ------------------------------------------------------------- | ------------------------------------------------------------------------------------- | ------ |
| 2018 | Call Me by Your Name              | Guillermo del Toro — The Shape of Water                            | Timothée Chalamet — Call Me by Your Name    | Frances McDormand — Three Billboards Outside Ebbing, Missouri | "The Mystery of Love" de Call Me by Your Name — Sufjan Stevens                        | [ 12 ] |
| 2019 | Roma                              | Alfonso Cuarón — Roma                                              | Bradley Cooper — A Star Is Born             | Olivia Colman — The Favourite                                 | "Shallow" de A Star Is Born —Lady Gaga, Mark Ronson, Anthony Rossomando, Andrew Wyatt | [ 13 ] |
| 2020 | Parasite                          | Bong Joon-ho — Parasite                                            | Joaquin Phoenix — Joker                     | Lupita Nyong'o — Us                                           | "(I'm Gonna) Love Me Again" de Rocketman —Elton John, Bernie Taupin                   | [ 14 ] |
| 2021 | Nomadland                         | Chloé Zhao — Nomadland                                             | Chadwick Boseman — Ma Rainey's Black Bottom | Carey Mulligan — Promising Young Woman                        | “Speak Now” de One Night in Miami... — Leslie Odom Jr., Sam Ashworth                  | [ 15 ] |
| 2022 | The Power of the Dog              | Jane Campion — The Power of the Dog                                | Andrew Garfield — tick, tick… Boom!         | Kristen Stewart — Spencer                                     | "No Time to Die" de No Time to Die — Billie Eilish, Finneas O’Connell                 | [ 16 ] |
| 2023 | Everything Everywhere All at Once | Daniel Kwan y Daniel Scheinert — Everything Everywhere All at Once | Colin Farrell — The Banshees of Inisherin   | Michelle Yeoh – Everything Everywhere All at Once             | "Naatu Naatu" de RRR – Chandrabose, M.M. Keeravaani                                   | [ 17 ] |
| 2024 | Oppenheimer                       | Christopher Nolan — Oppenheimer                                    | Cillian Murphy — Oppenheimer                | Sandra Hüller — Anatomía de una caída                         | "I'm Just Ken" de Barbie – Mark Ronson, Andrew Wyatt                                  | [ 18 ] |
| 2025 | Aún estoy aquí                    | Coralie Fargeat — La sustancia                                     | Ralph Fiennes — Cónclave                    | Fernanda Torres — Aún estoy aquí                              | "Compress/Repress" de Challengers – Luca Guadagnino, Trent Reznor, Atticus Ross       | [ 19 ] |

## Premios Gold Derby Television
Los Gold Derby Television Awards se establecieron por primera vez en 2003, para reconocer el mejor programa de televisión del año.  De 2004 a 2010, el proceso de votación se llevó a cabo a través de una votación secreta a través de los foros de mensajes Gold Derby. Desde 2011 los nominados son elegidos por los usuarios registrados de Gold Derby, editores y expertos en la plataforma, estableciéndose una votación inicial en las veintidós categorías para los premios. Posteriormente, los ganadores se decidieron por votación, eligiendo un ganador de cada categoría de premio.

### Categorías
| Comedia - Mejor serie de comedia - Mejor actor de comedia - Mejor actriz de comedia - Mejor actor de reparto de comedia - Mejor actriz de reparto de comedia - Mejor actor invitado de comedia - Mejor actriz invitada de comedia - Mejor episodio de comedia Drama - Mejor serie dramática - Mejor actor dramático - Mejor actriz dramática - Mejor actor de reparto dramático - Mejor actriz de reparto dramático - Mejor actor invitado de drama - Mejor actriz invitada de drama - Mejor episodio dramático | Película para televisión/Serie limitada/Serie animada - Mejor película para televisión - Mejor serie limitada - Mejor serie animada - Mejor actor de película/serie limitada - Mejor actriz de película/serie limitada - Mejor actor de reparto de película/serie limitada - Mejor actriz de reparto de película/serie limitada Programa de variedades/realidad/competencia - Mejor serie de bocetos de variedades - Mejor programa de entrevistas de variedades - Mejor programa de competencia - Mejor presentador de telerrealidad Intérprete general de televisión - Artista revelación del año - Intérprete del año - Reparto del año Premio especial - Premio a la Trayectoria |

## Gold Derby Music Awards
Los Gold Derby Music Awards se establecieron por primera vez en 2021, para reconocer a los mejores en la industria discográfica del año. Desde 2021 los nominados son elegidos por los usuarios, editores y expertos registrados de Gold Derby en la plataforma, estableciéndose una votación inicial en las veintidós categorías para los premios. Posteriormente, los ganadores se decidieron por votación, eligiendo un ganador de cada categoría de premio. 

### Categorías
| Categoría general - Artista del año - Álbum del año - Grabación del año - Canción del año - Mejor artista nuevo - Mejor colaboración - Mejor video musical Country - Mejor artista country - Mejor álbum country - Mejor canción country Música pop - Mejor artista pop - Mejor álbum pop - Mejor canción pop | Rap/Hip hop - Mejor artista de rap/hip-hop - Mejor álbum de rap/hip-hop - Mejor canción de rap/hip hop Rock/Alternativo - Mejor artista rock/alternativo - Mejor álbum de rock/alternativo - Mejor canción rock/alternativa Latino - Mejor artista latino |

### Ceremonias
| Año  | Artista del año | Álbum del año                                   | Canción del año                                   | Grabación del año                                 | Mejor video musical                                        | Ref.   |
| ---- | --------------- | ----------------------------------------------- | ------------------------------------------------- | ------------------------------------------------- | ---------------------------------------------------------- | ------ |
| 2021 | Taylor Swift    | Folklore - Taylor Swift                         | "Cardigan" - Taylor Swift                         | "Cardigan" - Taylor Swift                         | "Rain on Me" - Lady Gaga y Ariana Grande                   | [ 20 ] |
| 2022 | Taylor Swift    | Chemtrails over the Country Club - Lana del Rey | "Willow" - Taylor Swift                           | "Willow" - Taylor Swift                           | "Willow" - Taylor Swift                                    | [ 21 ] |
| 2023 | Taylor Swift    | Renaissance - Beyonce                           | "All Too Well (10 Minute Version)" - Taylor Swift | "All Too Well (10-Minute Version)" - Taylor Swift | All Too Well: The Short Film - Taylor Swift                | [ 22 ] |
| 2024 | Olivia Rodrigo  | Midnights - Taylor Swift                        | "Anti-Hero" - Taylor Swift                        | "Anti-Hero" - Taylor Swift                        | "Anti-Hero" - Taylor Swift                                 |        |
| 2025 | Charli XCX      | Brat - Charli XCX                               | "Birds of a Feather" - Billie Eilish              | "Espresso" - Sabrina Carpenter                    | "We Can't Be Friends (Wait for Your Love)" - Ariana Grande | [ 23 ] |